# Peromyscus beatae
Peromyscus beatae és una espècie de mamífer rosegador de la família dels cricètids. Viu a Guatemala, Hondures, Mèxic i El Salvador. S'alimenta d'artròpodes i, en quantitats molt més petites, de material vegetal. Els seus hàbitats naturals són els bardissars, les vores dels boscos i les clarianes. És una espècie en risc mínim, és a dir, no sembla que hi hagi cap amenaça significativa per a la seva supervivència.